# Yves-Marie Maurin

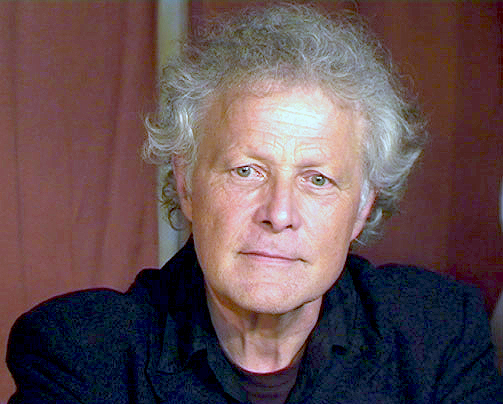
Yves-Marie Maurin

Yves-Marie Maurin, eigenlijk Yves-Marie Bourdeaux (Toulouse, 19 april 1944 – Parijs, 14 juni 2009), was een Frans acteur.
Maurin was afkomstig uit de bekende familie Maurin en was een halfbroer van Patrick Dewaere en de zoon van Mado Maurin. Als kind speelde hij al mee in films als Les Diaboliques, Dortoir des grandes, En effeuillant la marguerite (tegenover Brigitte Bardot) en La Famille Anodin. Als volwassene speelde hij vooral mee in televisieseries. Hij was tevens de ster in de film Les Onze Mille Verges (1975), naar het werk van Guillaume Apollinaire. Maurin had het uiterlijk en de stem van een "jeune premier". Op latere leeftijd legde hij zich toe op een carrière als stemacteur en sprak onder meer de Franse stem in van David Hasselhoff in Baywatch en K 2000.
- Bibliothèque nationale de France: cb13201055f (data)
- International Standard Name Identifier: 0000 0003 6419 8864
- MusicBrainz: 0df8a177-0e5b-4e98-aabc-a55fece29534
- Système universitaire de documentation: 050646206
- Virtual International Authority File: 227394796
- WorldCat: E39PBJtRQqV3cd6qB94fthHHmd